# Dominic Jala
Dominic Jala (Mawlai, 12 luglio 1951 – Wilbur Springs, 10 ottobre 2019) è stato un arcivescovo cattolico indiano.

## Biografia
Dominic Jala nacque a Mawlai il 12 luglio 1951.

### Formazione e ministero sacerdotale
Entrato nella Società salesiana di San Giovanni Bosco, compì il noviziato a Shillong dal 1963 al 1964.
Il 19 novembre 1977 fu ordinato presbitero. Ricoprì, tra gli altri, gli incarichi di direttore dell'Istituto "Sant'Antonio" di Shillong dal 1989 al 1992; di direttore della casa ispettoriale di Guwahati dal 1992 al 1993 e di direttore dell'Istituto "Don Bosco" di Shillong dal 1993 al 1996. Nell'ambito dell'ispettoria "Maria Ausiliatrice" di Guwahati fu vicario dal 1990 al 1993, consigliere dal 1993 al 1996 e ispettore dal 1996 al 2000.

### Ministero episcopale
Il 22 dicembre 1999 papa Giovanni Paolo II lo nominò arcivescovo metropolita di Shillong. Ricevette l'ordinazione episcopale il 2 aprile successivo nella cattedrale di Santa Maria Aiuto dei Cristiani a Shillong dall'arcivescovo metropolita di Guwahati, co-consacranti l'arcivescovo metropolita di Imphal Joseph Mittathany e il vescovo di Tura George Mamalassery. Durante la stessa celebrazione prese possesso dell'arcidiocesi. Il 29 giugno successivo il papa gli impose il pallio, simbolo degli arcivescovi metropoliti, durante una celebrazione svoltasi in piazza San Pietro.
Il 15 ottobre 2016 papa Francesco lo nominò anche amministratore apostolico sede vacante et ad nutum Sanctae Sedis di Nongstoin.
Nel maggio del 2003, nel maggio del 2011 e nel settembre del 2019 compì la visita ad limina.
In seno alla Conferenza dei vescovi cattolici dell'India fu presidente della commissione per la liturgia dal 2003 al 2007 e dal 2015 alla morte e rappresentante della stessa presso la Commissione internazionale sull'inglese nella liturgia (ICEL) dal 2001 alla morte.
Il 28 ottobre 2016 papa Francesco lo nominò membro della Congregazione per il culto divino e la disciplina dei sacramenti.
Partecipò alla XIV assemblea generale ordinaria del Sinodo dei vescovi che ebbe luogo nella Città del Vaticano dal 4 al 25 ottobre 2015 sul tema "La vocazione e la missione della famiglia nella Chiesa e nel mondo contemporaneo".
Oltre al garo, all'hindi e all'inglese, conosceva il latino, l'italiano, il tedesco, il francese, lo spagnolo, il greco e l'ebraico.
Morì intorno alle ore 23 del 10 ottobre 2019 in un incidente stradale avvenuto nella contea di Colusa, nei pressi della cittadina di Wilbur Springs. Si era recato a Washington per prendere parte a un incontro della Commissione internazionale sull'inglese nella liturgia e poi in California per far visita ad alcuni amici. Nello stesso evento rimase ucciso anche don Mathew Vellankal, presbitero di origini indiane della diocesi di Oakland e parroco della parrocchia di San Bonaventura a Concord, mentre rimase ferito gravemente don Joseph Parekkatt.
La salma venne rimpatriata e con un volo da San Francisco giunse a New Delhi alle 5:30 circa del 20 ottobre; con un secondo volo venne trasferita al Lokpriya Gopinath Bordoloi International Airport di Guwahati dove giunse nel pomeriggio dello stesso giorno. Le esequie si tennero il 23 ottobre alle ore 13 nella cattedrale di Santa Maria Aiuto dei Cristiani a Shillong e furono presiedute da monsignor John Moolachira, arcivescovo metropolita di Guwahati. Al termine del rito fu sepolto nel complesso della stessa cattedrale.

## Opere
- A. Pistoia e A. M. Triacca (a cura di), Liturgy and mission, CLV, 1987,  p. 344.

## Genealogia episcopale
La genealogia episcopale è:
- Cardinale Scipione Rebiba
- Cardinale Giulio Antonio Santorio
- Cardinale Girolamo Bernerio, O.P.
- Arcivescovo Galeazzo Sanvitale
- Cardinale Ludovico Ludovisi
- Cardinale Luigi Caetani
- Cardinale Ulderico Carpegna
- Cardinale Paluzzo Paluzzi Altieri Degli Albertoni
- Cardinale Gaspare Carpegna
- Cardinale Fabrizio Paolucci
- Cardinale Francesco Barberini
- Cardinale Annibale Albani
- Cardinale Federico Marcello Lante Montefeltro Della Rovere
- Vescovo Charles Walmesley, O.S.B.
- Vescovo William Gibson
- Vescovo John Douglass
- Vescovo William Poynter
- Vescovo Thomas Penswick
- Vescovo John Briggs
- Arcivescovo William Bernard Ullathorne, O.S.B.
- Cardinale Henry Edward Manning
- Cardinale Herbert Vaughan
- Cardinale Francis Alphonsus Bourne
- Arcivescovo Richard Downey
- Arcivescovo Thomas Roberts, S.I.
- Cardinale Valerian Gracias
- Arcivescovo Hubert D'Rosario, S.D.B.
- Arcivescovo Thomas Menamparampil, S.D.B.
- Arcivescovo Dominic Jala, S.D.B.